# Judy Singer
Judy Singer (12 de abril de 1951) é uma socióloga australiana, notável por cunhar a expressão neurodiversidade.

## Biografia
Filha de uma mãe judia sobrevivente da Segunda Guerra Mundial, Judy Singer cresceu na Austrália. Durante anos, trabalhou como consultora de informática e mais tarde se tornou mãe solo. Ela observava características em sua filha que se assemelhavam às dificuldades sociais de sua mãe. Mais tarde, a filha de Singer recebeu o diagnóstico de Síndrome de Asperger.
Antes do diagnóstico, Judy começou a estudar Sociologia na Universidade de Tecnologia de Sydney e se aprofundou nos estudos da deficiência britânicos e norte-americanos. Ao acompanhar o ativismo virtual de autistas e de pessoas com outros transtornos em meados da década de 1990, especialmente o fórum Independent Living Mailing List (ILMV), conheceu o jornalista Harvey Blume. Mais tarde, Singer cunhou o termo neurodiversidade para representar tanto a ideia de pluralidade neurológica, quanto para pensar a existência de um movimento social de minorias neurológicas que incluiria também o movimento de direitos dos autistas.
Na Austrália, Singer também criou a ASpar, um grupo de assistência a familiares de autistas. Mais tarde, em 2016, lançou o livro Neurodiversity: The birth of an Idea.

## Obras
- Neurodiversity: The birth of an Idea (2016)